# Karl Sachse
Karl Sachse (* 20. April 1936 in Etzleben) ist ein deutscher Tierarzt sowie Politiker (CDU, bis 1990 DBD) und ehemaliges Mitglied des Sächsischen Landtages.

## Leben
Karl Sachse besuchte die EOS in Sömmerda, wo er sein Abitur absolvierte. Anschließend studierte er Veterinärmedizin in Leipzig. Sein Staatsexamen legte er im Jahr 1959 ab. 1960 war er Pflichtassistent in Leipzig. Danach leitete Sachse von 1961 bis 1990 die Staatliche Tierarztpraxis Dommitzsch. Ab 1980 war er in der Kreiszuchthygiene tätig und 1971 als Fachtierarzt der Rinderproduktion. Ab Oktober 1990 war Sachse stellvertretender Leiter des Veterinäramts Torgau.
Sachse ist evangelisch, verheiratet und hat drei Kinder.

## Politik
Karl Sachse war von 1969 bis 1990 Mitglied der DDR-Blockpartei DBD. Von 1982 bis 1990 war er Mitglied im Kreistag Torgau in der Kommission Landwirtschaft. Zwischen 1987 und 1990 war Sachse Kreisvorsitzender in Torgau. Seit September 1990 ist er Mitglied der CDU.
Im Oktober 1990 wurde Karl Sachse über den Wahlkreis 4 (Torgau) mit 51,1 Prozent der Stimmen in den Sächsischen Landtag gewählt. Er war Mitglied im Ausschuss für Landwirtschaft, Ernährung und Forsten. Im Zusammenhang mit der Überprüfung der Abgeordneten auf eine Zusammenarbeit mit dem Ministerium für Staatssicherheit legte er am 23. Oktober 1991 sein Mandat nieder.

## Belege
- Klaus-Jürgen Holzapfel (Hrsg.): Sächsischer Landtag: 1. Wahlperiode, 1990–1994; Volkshandbuch. NDV Neue Darmstädter Verlagsanstalt, Rheinbreitbach 1991, ISBN 3-87576-265-7. S. 58 (S. 89 für den Ausschuss). (Stand Mai 1991)